# Crema solar

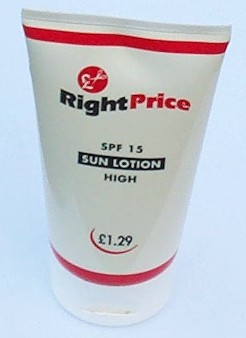
Tub de crema protectora SPF 15

Una  crema de protecció solar  serveix igual que una emulsió, loció, gel, esprai o qualsevol altre producte d'ús tòpic per evitar o disminuir les cremades degudes a l'exposició al sol.
Tot i que evita les cremades es creu que els protectors solars no ofereixen una protecció 100% absoluta. Per això alguns dermatòlegs arriben a desaconsellar l'ús de protectors, ja que en usar-los s'està més temps al sol que quan no es porta fotoprotector.
L'ideal és utilitzar el fotoprotector i no estar més temps del que s'estaria sense fotoprotector. Tampoc es recomana exposar-se directament al sol, sinó adquirir el broncejat al mateix temps que es realitza una activitat al sol.
Normalment, la probabilitat de desenvolupar un càncer de pell és més gran en persones que presenten gran quantitat de pigues. Després d'un estudi es va deduir que les persones que usaven més fotoprotector tenien més pigues, de manera que era probable que desenvolupessin més càncers de pell.

## Tipus
Hi ha dos tipus de protectors solars:
- Filtres físics: També són anomenades pantalles totals. Reflecteixen totalment la radiació solar impedint que aquesta penetri a la pell i produeixi envermelliment, cremades, etc. Cal aplicar en capa gruixuda i amb prou feines es noten utilitzant el diòxid de titani.
- Filtres químics: Actuen absorbint la radiació solar i transformant-la en un altre tipus d'energia que no resulti nociva per a la pell. Donen lloc als factors de protecció solar (FPS).

Un bon filtre solar ha de reunir les següents qualitats:
- Bona capacitat d'absorció de les radiacions ultraviolades.
- Resistència als agents externs: suor, aigua ...
- No causar irritació a la pell.
- Ser estable al sol.
- Ser inodor i insípid.
- Ser compatible amb la resta de les substàncies de la fórmula.

## Classificació dels fotoprotectors segons la seva composició
- Els que contenen àcid per-amino benzoic i els seus derivats
- Els que contenen cinamat
- Els que contenen benzofenona
- Els que contenen derivats del benzimidazol
- Els que contenen bencilidens i derivats del càmfor

## Factor de protecció solar

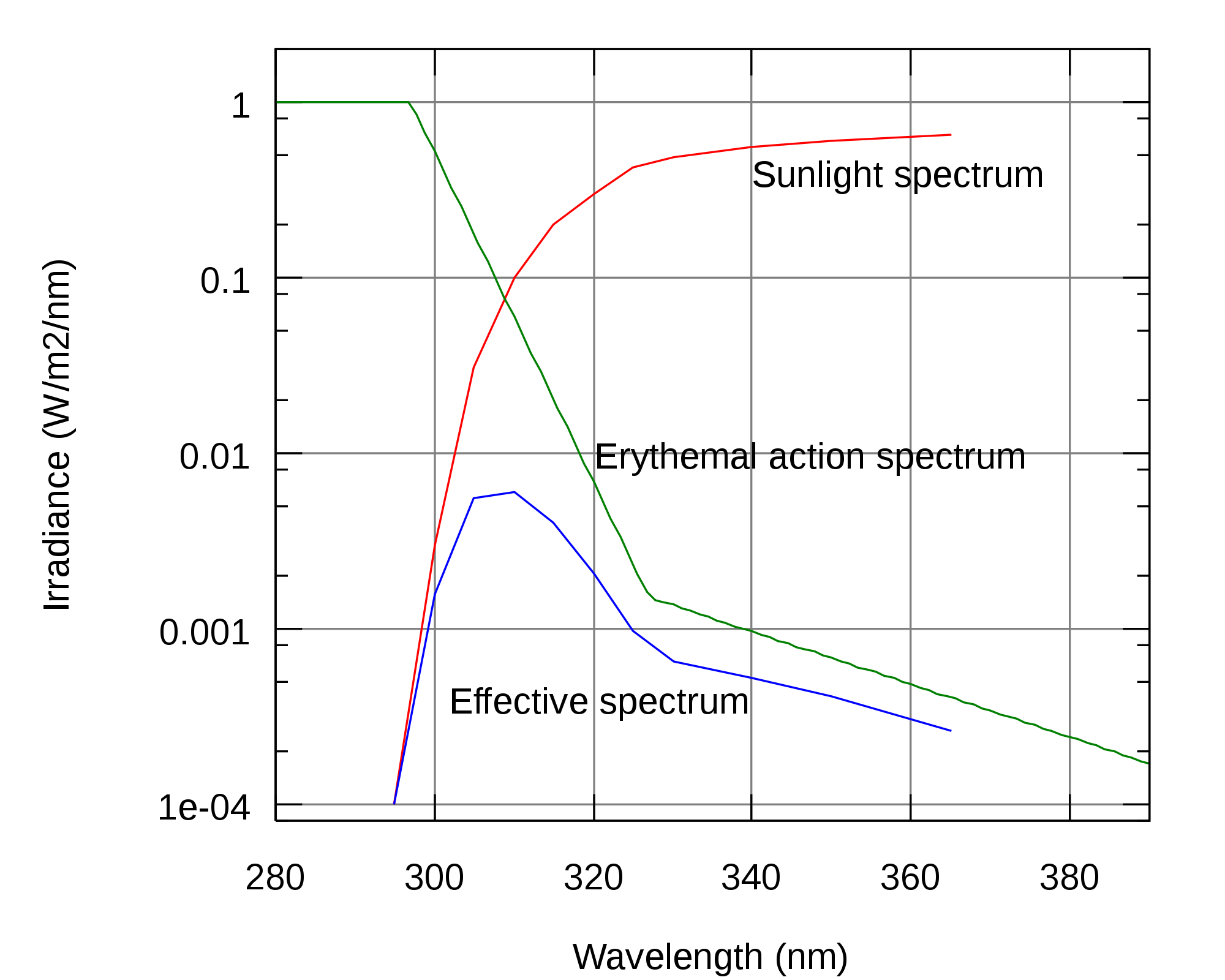
Espectre de la llum solar UV-B (un dia d'estiu als Països Baixos), juntament amb l'espectre d'acció de l'eritema (CIE). L'espectre d'eficàcia és el producte dels dos anteriors.

El SPF (Per les seves sigles en anglès - Sun Protection Factor) és la mesura de laboratori de l'eficàcia amb la qual un protector solar protegirà la nostra pell - a més alt és el SPF, major protecció estarà oferint el protector solar en contra dels raigs UV-B (la radiació ultraviolada que és la causant de les cremades de sol).
El SPF és la quantitat de radiació UV necessària per a causar cremades de sol a la pell amb la crema protectora solar aplicada, en relació amb la quantitat de radiació UV necessària per causar la mateixa cremada sense el protector solar. Per tant, en utilitzar un protector solar amb SPF 50, la pell no es crema fins que hagi estat exposat a 50 vegades la quantitat de l'energia solar que normalment faria que patís d'una cremada. La quantitat d'energia solar a la qual s'exposa la pell no només depèn de la quantitat de
temps que és exposada al sol, sinó també de l'hora del dia a la qual es fa l'exposició. Això és degut al fet que durant el matí i la tarda, la radiació provinent del sol, ha de travessar una capa més gruixuda de l'atmosfera de la Terra abans d'arribar a la superfície (i a la pell de qui s'està exposant al sol) pel que fa a la distància que ha de travessar en trobar-se al migdia. A la pràctica, la protecció d'un protector solar en particular depèn de factors com ara:
- El tipus de pell de la persona
- La quantitat aplicada de protector solar i la freqüència d'aplicació.
- Activitats realitzades durant l'exposició al sol (per exemple, nedar porta a la pèrdua del protector solar de la pell en menor temps).
- Quantitat de protector solar que la pell ha absorbit

La primera publicació d'un mètode per determinar el SPF va ser presentada el 1978 per l'agència FDA dels Estats Units, seguida d'altres publicacions de la FDA i d'altres organismes reguladors internacionals.